# Rakéta majmok
A Rakéta majmok (eredeti cím: Rocket Monkeys) 2013 és 2016 között vetített kanadai flash animációs kalandsorozat, melyet Dan Abdo, Alex Galatis, Mark Evestaff és Jason Patterson alkotott. 
A sorozat rendezői J Falconer és Mark Evestaff, zeneszerzője Eggplant LF, Steve D'Angelo, Terry Tompkins és Jeffrey Morrow, producere Mark Evestaff. Gyártója a Breakthrough Entertainment, az Atomic Cartoons és a Hornet Films, forgalmazója Teletoon.
Kanadában a Teletoon mutatta be 2013. január 10-én. Magyarországon 2014. június 16-án mutatta be a Nickelodeon.

## Cselekmény
A sorozat főszereplői Gus és Wally, egy majom testvérpár, akik ugyan nem túl okosak, és büdös a leheletük, de rendkívül lelkesek és keresik a kalandokat. Felveszik a harcot az űrvilág gonosz lényeivel.

## Szereplők
| Szereplő     | Eredeti hang  |
| ------------ | ------------- |
| Wally        | Mark Edwards  |
| Gus          | Seán Cullen   |
| Yay-Ok       | David Berni   |
| Dr. Chimpsky | Jamie Watson  |
| Lord Peel    | Mark McKinney |

## Epizódok
| Évad | Évad        | Epizódok    | Eredeti sugárzás  | Eredeti sugárzás   | Magyar sugárzás  | Magyar sugárzás  |
| Évad | Évad        | Epizódok    | Évadpremier       | Évadfinálé         | Évadpremier      | Évadfinálé       |
| ---- | ----------- | ----------- | ----------------- | ------------------ | ---------------- | ---------------- |
|      | 1           | 26          | 2013. január 10.  | 2014. április 2.   | 2014. június 16. | 2014. július 21. |
|      | 2           | 13          | 2014. november 5. | 2015. február 26.  | TBA              | TBA              |
|      | 3           | 26          | 2016. március 1.  | 2016. november 23. | TBA              | TBA              |
|      | különkiadás | különkiadás | 2015. október 25. | 2015. október 25.  | TBA              | TBA              |